# Mahmoud Harbi
Mahmoud Harbi Farah (ur. 1921 w Ali Sabieh, zm. październik 1960) – polityk somalijski, premier Somali Francuskiego w latach 1957–1958.
Mahmoud Harbi był Issem. Urodził się w 1921 roku w somalijskiej rodzinie w Ali Sabieh. Jako młody człowiek przyłączył się do armii francuskiej. Walczył w II Wojnie Światowej, za co został odznaczony francuskim Krzyżem Wojennym.
Harbi był zagorzałym somalijskim nacjonalistą i całe swoje życie poświęcił, by zjednoczyć Somalię i Somali Francuskie. Głównym politycznym rywalem Harbiego był Hassan Gouled Aptidon, który w połowie lat 50. miał rzekomo powiedzieć o chęci wydalenia wszystkich obcokrajowców z Dżibuti.
W 1958 roku, tuż przed uzyskaniem niepodległości przez sąsiednią Somalię, odbyło się referendum, w którym mieszkańcy Somali Francuskiego opowiedzieli się przeciw włączeniu do Somalii i pozostaniu w związku z Francją. Harbi odmówił uznania wyników referendum. W konsekwencji tej decyzji został zesłany na emigrację do Kairu.
Ostatecznie osiadł w Mogadiszu, gdzie rozpoczął pracę w miejscowym radiu. Harbi zginął w październiku 1960 roku w katastrofie lotniczej wracając z Chin do Somalii.